# Hartennes-et-Taux

Hartennes-et-Taux este o comună în departamentul Aisne din nordul Franței. În 1 ianuarie 2022 avea o populație de 341 de locuitori.